# Money in the Bank (2020)
 (octobre 2024).
Si vous disposez d'ouvrages ou d'articles de référence ou si vous connaissez des sites web de qualité traitant du thème abordé ici, merci de compléter l'article en donnant les références utiles à sa vérifiabilité et en les liant à la section « Notes et références ».
Money in the Bank est une manifestation de catch (lutte professionnelle) produite par la World Wrestling Entertainment (WWE), une fédération de catch américaine, qui est télédiffusée, visible en paiement à la séance, sur le WWE Network . L'événement s'est déroulé le 10 mai 2020 dans le quartier général de la WWE et au WWE Performance Center. Il s'agit de la onzième édition de Money in the Bank, pay-per-view annuel qui, comme son nom l'indique, propose un ou plusieurs Money in the Bank Ladder match en tête d'affiche.

## Contexte
Les spectacles de la World Wrestling Entertainment (WWE) sont constitués de matchs aux résultats prédéterminés par les scénaristes de la WWE. Ces rencontres sont justifiées par des storylines – une rivalité avec un catcheur, la plupart du temps – ou par des qualifications survenues dans les shows de la WWE telles que Raw, SmackDown, 205 Live et NXT. Tous les catcheurs possèdent un gimmick, c'est-à-dire qu'ils incarnent un personnage gentil (face) ou méchant (heel), qui évolue au fil des rencontres. Un événement comme Money in the bank est donc un événement tournant pour les différentes storylines en cours,.
Comme le veut la tradition depuis la toute première édition en 2010, le pay-per-view comporte un Money in the Bank Ladder match en guise de Main-Event (Combat de Tête d'Affiche), dont le grand vainqueur reçoit un combat de championnat mondial (WWE Universal Championship ou WWE Championship) à n'importe quel moment. À la suite du retour de la Brand Extension une nouvelle stipulation a été ajoutée : Le vainqueur remporte un match pour le titre mondial de son choix, nonobstant sa division d'origine.
Depuis l'édition de 2017, l'événement comporte également un Money in the Bank Ladder Match féminin. Comme pour les hommes, la grande vainqueure reçoit un combat de championnat mondial (WWE Raw Women's Championship ou WWE SmackDown Women's Championship) à n'importe quel moment.

### Money in the Bank Ladder Match

#### Masculin
Le 17 avril à SmackDown, Daniel Bryan bat Cesaro et se qualifie pour le Men's Money in the Bank Ladder Match. Le 20 avril à Raw, Rey Mysterio, Aleister Black & Apollo Crews se qualifient à leur tour pour le Men's Money in the Bank Ladder Match, en  battant respectivement Murphy, Austin Theory & MVP. Le 24 avril à SmackDown, King Corbin bat Drew Gulak & se qualifie, lui aussi, pour le Men's Money in the Bank Ladder Match. Le 27 avril à Raw, lors de son match face à Andrade pour le titre des États-Unis, Apollo Crews se blesse au genou blanche & est contraint de déclarer forfait pour le Men's Money in the Bank Ladder Match. Le 1er mai à SmackDown, Otis bat Dolph Ziggler pour la dernière place pour le Men's Money in the Bank Ladder Match. Dans la même soirée, il est annoncé que les matchs masculins et féminins auront lieu en même temps pour la première fois de l'histoire. Le 4 mai à Raw, AJ Styles, de retour après un mois d'absence, remporte le Gauntlet match, en éliminant en dernier Humberto Carrillo (qui comprenait aussi Bobby Lashley, Titus O'Neil, Akira Tozawa, Shelton Benjamin, Angel Garza et Austin Theory), remplaçant ainsi Apollo Crews.

#### Féminin
Le 13 avril à Raw, Asuka, Shayna Baszler & Nia Jax se qualifient pour le Women's Money in the Bank Ladder Match, en  battant respectivement Ruby Riott, Sarah Logan & Kairi Sane. Le 17 avril à SmackDown, Dana Brooke bat Naomi & se qualifie pour participer au Women's Money in the Bank Ladder Match. Le 24 avril à SmackDown, Lacey Evans bat Sasha Banks & se qualifie pour le Women's Money in the Bank Ladder Match. Le 1er mai à SmackDown, Carmella bat Mandy Rose, grâce à une distraction de Sonya Deville, & se qualifie pour le Women's Money in the Bank Ladder Match. Dans la même soirée, il est annoncé que les matchs masculins & féminins auront lieu en même temps pour la première fois de l'histoire.

### Braun Strowman contre Bray Wyatt
La rivalité (feud) prédominante de la division SmackDown est celle entre Braun Strowman et Bray Wyatt pour le championnat Universel de la WWE. À WrestleMania, Braun Strowman bat Goldberg et remporte le titre universel pour la première fois. Le 10 avril à SmackDown, Strowman bat Shinsuke Nakamura dans un non-title match, après le match, Bray Wyatt confronte Strowman en le convainquant de rejoindre sa famille (vu que Strowman était un ancien membre de la Wyatt Family) et Wyatt annonce à Strowman de qui veut reprendre son titre. Lors de l'épisode de SmackDown du 17 avril, Braun Strowman était invité pour A moment of Bliss: Pendant que Strowman parlait de Bray Wyatt, Strowman voit un cadeau dans le coin du ring. Il dit à Bliss qu'elle n'était pas obligée de lui offrir un cadeau. Bliss dit qu'elle n'avait aucun cadeau pour lui puis Strowman ouvre le cadeau et prend le masque de mouton noir, masque qui lui appartenait lorsqu'il était encore membre de la Wyatt Family. Au moment où Bliss et Cross quittent le ring, les rires de Bray Wyatt retentissent et Strowman regarde autour de lui. Alors Braun Strowman défendra officiellement le titre Universel contre Bray Wyatt à  Money in the Bank.

### Drew McIntyre contre Seth Rollins
La rivalité (feud) prédominante de la division Raw est celle entre Drew McIntyre et Seth Rollins pour le championnat de la WWE. Dans le Main Event de WrestleMania, Drew McIntyre bat Brock Lesnar et remporte le titre de la WWE pour la première fois de sa carrière. Le 13 avril à Raw, il affronte et bat le Champion des États-Unis, Andrade, dans un Champion vs Champion Match. Après le match, Angel Garza le distrait, permettant à Seth Rollins de lui porter un Superkick, ainsi que deux Stomp. La semaine suivante à Raw, il défie The Monday Night Messiah pour son titre à Money in the Bank, ce que ce dernier accepte. Le 27 avril à Raw, il se trouve sur le ring avec Seth Rollins et les deux signent le contrat pour leur combat à Money in the Bank. Ensuite, la situation dégénère et finit en bagarre. Murphy vient à la rescousse de Rollins, mais reçoit le Claymore Kick de l'Écossais.

### Bayley contre Tamina
Le 5 avril à WrestleMania 36, Tamina a été la première challengeuse éliminée du Fatal 5-Way Elimination Match, remporté par Bayley qui a conservé son titre. Le 10 avril à SmackDown, la Samoane confronte la championne de SmackDown en lui disant qu'aucune compétitrice ne l'a battue, car à WrestleMania 36, elles se sont toutes liguées contre elle, puis la défie pour son titre. Cette dernière accepte, à condition de battre Sasha Banks pour obtenir le droit de l'affronter. La semaine suivante à SmackDown, Tamina bat The Boss, devenant aspirante n°1 au titre féminin de SmackDown à Money in the Bank.

## Tableau des matchs
| Ordre par numéros | Résultat | Stipulation(s)                                                              | Temps |
| --- | --- | --------------------------------------------------------------------------- | ----- |
| 1P | Jeff Hardy bat Cesaro | Match simple                                                                | 13:30 |
| 2 | The New Day (Big E et Kofi Kingston) (c) battent The Forgotten Sons (Steve Cutler et Wesley Blake) (avec Jaxson Ryker), Lucha House Party (Gran Metalik et Lince Dorado) et John Morrison et The Miz | Fatal 4-Way Tag Team match pour les WWE SmackDown Tag Team Championship     | 12:00 |
| 3 | Bobby Lashley bat R-Truth | Match simple                                                                | 01:40 |
| 4 | Bayley (c) (avec Sasha Banks) bat Tamina | Match simple pour le WWE SmackDown Women's Championship                     | 10:30 |
| 5 | Braun Strowman (c) bat Bray Wyatt | Match simple pour le WWE Universal Championship                             | 10:55 |
| 6 | Drew McIntyre (c) bat Seth Rollins | Match simple pour le WWE Championship                                       | 19:20 |
| 7 | Asuka bat Shayna Baszler, Nia Jax, Dana Brooke, Lacey Evans et Carmella | Women's Money in the Bank Ladder match pour un match de championnat féminin | 22:00 |
| 8 | Otis bat Rey Mysterio, Aleister Black, Daniel Bryan, King Corbin et AJ Styles | Man's Money in the Bank Ladder match pour un match de championnat masculin  | 27:15 |
| La lettre C placée entre parenthèses désigne la personne ou l’équipe championne en titre. P – indique que le match a eu lieu lors du pré-show | |                                                                             |       |

## Conséquence
Le lendemain à Raw, la championne féminine de Raw, Becky Lynch, est sortie avec la mallette du Money in the Bank féminin et a annoncé qu'elle ferait une pause. Une Asuka confuse sortit alors et Lynch a déclaré qu'en remportant le match des femmes Money in the Bank, elle avait en fait remporté le Raw Women's Championship et ouvert la mallette, révélant la ceinture de titre à l'intérieur. Lynch a ensuite révélé qu'elle faisait une pause parce qu'elle était enceinte. Avec cela, Asuka est devenue la deuxième Championne du Grand Slam de la WWE et la troisième Championne de la Triple Couronne Féminine.
La Même soirée, Edge et Randy Orton effectuent leurs retour absent depuis WrestleMania 36. Orton a déclaré que le meilleur homme avait gagné à WrestleMania en félicitant Edge, mais a demandé à Edge si le meilleur lutteur avait réellement gagné. Notant que les Royal Rumble et Last Man Standing Match n'étaient pas des matchs traditionnels, The Viper a défié Edge dans un match simple à Backlash. La semaine suivante à Raw, l'Hall of Famer de la WWE a accepté de relever le défi de son adversaire.
Lors du SmackDown suivant, Otis , vainqueur de Money in the Bank masculin, était un invité sur MizTV où The Miz et John Morrison se sont moqués d'Otis et de sa relation avec Mandy Rose. Puis les deux hommes ont défié Otis à un match par équipe. En raison de l'indisponibilité du partenaire de l'équipe d'étiquettes du Heavy Machinery, Tucker, Otis a dû trouver un autre partenaire. Le partenaire mystère d'Otis a été révélé et son Tag Team partenaire est le champion universel, Braun Strowman, et les deux ont vaincu Miz et Morrison dans un Tag Team match. Ensuite, Mandy Rose est sortie pour féliciter Otis, puis a distrait Strowman pour qu'Otis tente d'encaisser son contrat. Cependant, malgré la tentation, Otis a choisi de ne pas le faire et a déclaré qu'il plaisantait. La semaine suivante à SmackDown, Strowman bat The Miz. Après le match, John Morrison défie Strowman dans un 2-on-1 Handicap Match pour le championnat Universel à Backlash, ce que ce dernier accepte.
Un mois plus tard, Bray Wyatt a fait son retour le 19 juin dans l'épisode de SmackDown dans un segment de Firefly Fun House et a déclaré que sa rivalité avec Braun Strowman ne faisait que commencer avant d'apparaître comme son ancien personnage de leader du Wyatt Family. Wyatt a déclaré que depuis qu'il avait créé Strowman, c'était son travail de le détruire.